# FSV Preußen Bad Langensalza
FSV Preußen Bad Langensalza is een Duitse voetbalclub uit Bad Langensalza, Thüringen.

## Geschiedenis
De club werd in 1901 als Preußen Langensalza opgericht. In 1903 werd de naam Fußballklub Langensalza aangenomen en in 1909 FC Preußen. In 1921 werd dan de naam SV Preußen aangenomen. De club speelde in de competitie van de Gau Wartburg, een van de meer dan twintig hoogste divisies van de Midden-Duitse voetbalbond. De club begon in seizoen 1915/16 aan de competitie, maar trok zich na drie wedstrijden terug. Door de perikelen in de Eerste Wereldoorlog staakte de club de activiteiten enkele jaren. Na de oorlog werd de Wartburgse competitie een tweede klasse van de Kreisliga Thüringen. In 1922 werd de club tweede achter Wacker Gotha en promoveerde naar de hoogste klasse. De club werd vijfde in zijn groep. Na dit seizoen werd de Kreisliga afgevoerd en werden de competities van voor 1918 in ere hersteld. De club ging nu in de Gauliga Wartburg spelen
In 1926 werd de club kampioen en plaatste zich zo voor de Midden-Duitse eindronde. De club bereikte de kwartfinale, waarin ze verloren van SC 06 Oberlind. Ook het volgende seizoen was Oberlind de boosdoener, maar dan al in de eerste ronde.
Na een jaar onderbreking plaatste de club zich opnieuw in 1928/29 en versloeg VfL Duderstadt met 11-3, maar werd dan met 2-3 verslagen door VfB Coburg. Het volgende seizoen stopte SC Apolda de club al in de tweede ronde. De club had eindelijk succes in 1930/31 toen de club onder andere Fortuna Magdeburg en SV Jena versloeg en de finale speelde, die het met 6-0 verloor van Dresdner SC. In 1932 verloor de club in de eerste ronde van SV Wacker 05 Nordhausen. 
In 1933 werd de competitie grondig hervormd. De vele Midden-Duitse competities werden vervangen door de Gauliga Mitte en Gauliga Sachsen. De clubs uit Wartburg werden niet sterk genoeg bevonden voor de Gauliga Mitte en voor de Bezirksklasse Thüringen kwalificeerden zich slechts twee clubs. Net dit jaar dat de eindstand zo belangrijk was kon de club het succes van de vorige jaren niet doortrekken en eindigde slechts vijfde waardoor ze in de Wartburgse competitie bleven die nu de derde klasse werd. De club slaagde er niet meer in te promoveren. 
Na het einde van de Tweede Wereldoorlog werden alle Duitse voetbalclubs ontbonden. Pas in 1959 werd de club samen met meerdere sportclubs uit de stad heropgericht als BSG Empor Bad Langensalza (Langensalza heet pas sinds 1956 Bad Langensalza). De club speelde in de lagere klassen en fusioneerde in 1970 met Aufbau Bad Langensalza tot BSG Landbau Bad Langensalza. In 1972 promoveerde de club naar de Bezirksliga Erfurt, de derde klasse in deDDR. Na vijf jaar promoveerde de club naar de DDR-Liga. Na één seizoen degradeerde de club, maar de club slaagde er ook in om meteen terug te promoveren. Bij de tweede poging kon Langensalza twee jaar in de tweede klasse spelen. De rest van de jaren tachtig speelde de club in de Bezirksliga en miste een paar keer op een haar na de promotie.
Na de Duitse hereniging nam de club opnieuw de historische naam SV Preußen 01 aan. De club speelde in de Landesliga Thüringen, de hoogste regionale klasse van de deelstaat, en degradeerde na twee seizoenen. In 1996 werd de voetbalafdeling opgeheven en heropgericht als FSV 1996 Preußen Bad Langensalza. In 2015 promoveerde de club naar de Thüringenliga, maar kon daar het behoud niet verzekeren. In 2017 promoveerde de club opnieuw.

## Erelijst
Kampioen Wartburg
1926, 1927, 1929, 1930, 1931